# 梅赫季夫卡 (洛赫維察區)
50°24′2″N 33°1′47″E / 50.40056°N 33.02972°E
梅赫季夫卡（烏克蘭語：Мехедівка），是烏克蘭中部的村莊，隸屬波爾塔瓦州的米爾霍羅德區。該村距離博戈達里夫卡2公里，始建於1649年，面積1.32平方公里，海拔高度167米，2001年人口184。